# Усилвател (музика)
Усилвател за музикални инструменти е електронен усилвател, който преобразува слабия понякога музикален тон или звук, произведен по чисто електронен път от музикални инструменти като електрическа китара, бас китара или синтезатор в електрически сигнал, който се подава към високоговорител, така че да бъде чут от изпълнителя и публиката.